# Cantone di Laignes
Il Cantone di Laignes era una divisione amministrativa dell'arrondissement di Montbard.
A seguito della riforma approvata con decreto del 18 febbraio 2014, che ha avuto attuazione dopo le elezioni dipartimentali del 2015, è stato soppresso.

## Composizione
Comprendeva i comuni di:
- Balot
- Bissey-la-Pierre
- Bouix
- Cérilly
- Channay
- Étais
- Fontaines-les-Sèches
- Griselles
- Laignes
- Larrey
- Marcenay
- Molesme
- Nesle-et-Massoult
- Nicey
- Planay
- Poinçon-lès-Larrey
- Puits
- Savoisy
- Verdonnet
- Vertault
- Villedieu